# Матчи сборной СССР по регби 1990
В 1990 году сборная СССР по регби провела 10 матчей, из которых 4 матча носили тестовый статус. В этих матчах были одержаны 3 победы (одна в тест-матчах), 7 матчей сборная СССР проиграла (в том числе три тест-матча). Четыре матча прошли в рамках чемпионатов Европы по регби в группе A (сезоны 1989/1990 и 1990/1992). Также в этом же году сборная СССР совершила турне по Австралии, сыграв шесть матчей против местных команд.

## Список встреч

### Турне по Австралии
| 10 марта 1990 | \| Квинсленд \| 21:22[1][2] \| СССР \| | Таунсвиль |
| Квинсленд     | 21:22                                  | СССР      |

| 14 марта 1990      | \| Северный Квинсленд \| 10:25[1][2] \| СССР \| | Кернс |
| Северный Квинсленд | 10:25                                           | СССР  |

| 17 или 18 марта 1990                                                      | \| Квинсленд B \| 40:17[1][2] \| СССР \| | Брисбен, Баллимор |
| В матче участвовал Джон Илз, для которого эта игра стала первой в карьере |                                          |                   |
| Квинсленд B                                                               | 40:17                                    | СССР              |

| Кукабуррас | 44:6 | СССР                            |
| Фил Алчин (2) · Мэтт Пини · Джефф Логан · Крис Ньюмен · Пол Корниш · Мэтт Пини (4) · Мэтт Пини (3) · Джефф Логан | Голы | Гиви Пирцхалава · Юрий Николаев |

| | Составы  | | |
| Роб Лоутон, Джим Тейлор, Джефф Дидье, Фил Томсон, Джош Кармоди, Грег Скотт, Джон Пид, Марк Макиннес, Фил Дойл, Джефф Логан, Крис Ньюмен, Пол Корниш, Брэд Герван, Фил Алчин, Мэтт Пини |          | Заявка на матч: Александр Тихонов, Игорь Нечаев, Зураб Бакурадзе, Игорь Куперман, Владимир Негодин, Игорь Миронов, Евгений Зуев, Сергей Сергеев, Игорь Французов, Нугзар Дзагнидзе, Роман Маликов, Владимир Воропаев, Андрей Соколов, Сергей Молчанов, Гиви Пирцхалава, Владимир Канна, Юрий Николаев, Сергей Романов, Михаил Шарков, Олег Сапага, Александр Бычков, Сергей Клименко | Заявка на матч: Александр Тихонов, Игорь Нечаев, Зураб Бакурадзе, Игорь Куперман, Владимир Негодин, Игорь Миронов, Евгений Зуев, Сергей Сергеев, Игорь Французов, Нугзар Дзагнидзе, Роман Маликов, Владимир Воропаев, Андрей Соколов, Сергей Молчанов, Гиви Пирцхалава, Владимир Канна, Юрий Николаев, Сергей Романов, Михаил Шарков, Олег Сапага, Александр Бычков, Сергей Клименко |
| Дин Меррилис, Лори Фишер, Крис Хатчинсон, Майкл Харрисон, Грег Куинн, Грэм Рамбл | Запасные | | |

| 25 марта 1990 | \| Квинсленд \| 26:10[2] \| СССР \| | Брисбен, Баллимор |
| Квинсленд     | 26:10                               | СССР              |

| 28 марта 1990 | \| Сидней \| 35:4[a] \| СССР \| | Сидней |
| Сидней        | 35:4                            | СССР   |

### Чемпионат Европы 1989/90[англ.]. Группа А
| СССР                                                          | 14:22 (0:16) | Франция А |
| Александр Тихонов (2) · Владислав Воропаев · Нугзар Дзагнидзе | Голы         | 27', 40' авторы неизвестны · 27' автор неизвестен · 3', 30' авторы неизвестны · (2), минуты и авторы неизвестны |

| | Составы |  |  |
| 1-8. Андрей Кирпа, Роман Маликов, Сергей Молчанов, Сергей Сергеев, Андрей Соколов, Борис Королев, Вячеслав Зыков, Александр Тихонов 9-10. Игорь Французов, Игорь Миронов 11-14. Владислав Воропаев, Александр Гамоскин, Михаил Паршин, Игорь Куперман 15. Нугзар Дзагнидзе |         |  |  |
| Эдуард Кобозев | Тренеры |  |  |

| Польша                                               | 12:31 (3:25) | СССР |
| Роберт Барнета (8 очков) Станислав Венцёрек (4 очка) | Голы         | Игорь Миронов (2) · Заза Бакурадзе · Андрей Кирпа · Игорь Куперман · Нугзар Дзагнидзе (4) · Нугзар Дзагнидзе |

|  | Составы  | | |
|  |          | 1-8. Заза Бакурадзе, Роман Маликов, Андрей Кирпа, Сергей Сергеев, Сергей Клименко, Борис Королев, Вячеслав Зыков, Александр Тихонов · 9-10. Тимур Мередов , Михаил Паршин · 11-14. Игорь Куперман, Игорь Миронов , Александр Гамоскин, Александр Хомяков · 15. Нугзар Дзагнидзе | |
|  | Запасные | Владислав Воропаев (вместо Миронова) · Игорь Французов (вместо Мередова) · Михаил Шарков (вместо Тихонова) | Владислав Воропаев (вместо Миронова) · Игорь Французов (вместо Мередова) · Михаил Шарков (вместо Тихонова) |
|  | Тренеры  | Эдуард Кобозев | Эдуард Кобозев                                                                                             |

### Чемпионат Европы 1990/92[англ.]. Группа А. Первый круг
| СССР                 | 3:10 | Румыния                                                    |
| 14' Нугзар Дзагнидзе | Голы | 69' Даниэль Няга · 45' Николае Рэчан · 74' Некулай Никитян |

| | Составы  | | |
| 1-8. Заза Бакурадзе, Роман Маликов, Андрей Кирпа, Сергей Сергеев, Александр Стальмахович, Борис Королев, Вячеслав Зыков 28', Александр Тихонов · 10-9. Михаил Паршин, Игорь Французов · 14-11. Игорь Куперман, Александр Хомяков, Владислав Воропаев, Игорь Миронов · 15. Нугзар Дзагнидзе |          | 1. Константин Стан · 2. Георге Ион · 3. Георге Думитреску · 4. Санду Чиорэску · 5. Константин Кожокарю · 6. Георге Дину · 7. Александру Рэдулеску · 8. Хараламбие Думитраш · 9. Даниэль Няга · 10. Некулай Никитян · 11. Николае Рэчан · 12. Николае Фулина · 13. Георге Сава · 14. Штефан Кирилэ · 15. Мариан Думитру | 1. Константин Стан · 2. Георге Ион · 3. Георге Думитреску · 4. Санду Чиорэску · 5. Константин Кожокарю · 6. Георге Дину · 7. Александру Рэдулеску · 8. Хараламбие Думитраш · 9. Даниэль Няга · 10. Некулай Никитян · 11. Николае Рэчан · 12. Николае Фулина · 13. Георге Сава · 14. Штефан Кирилэ · 15. Мариан Думитру |
| Михаил Шарков 28' | Запасные | 16. Брынзэ, Тибериу | 16. Брынзэ, Тибериу |
| Пётр Этко | Тренеры  | | |

| Италия | 34:12 | СССР                                                                                              |
| Массимо Брунелло · Джамбаттиста Крочи (счёт 19:0) · Массимо Куттитта (счёт 26:12) · Иван Франческато (счёт 32:12) · Луиджи Трояни (3 раза) · Луиджи Трояни (1 раз) · Луиджи Трояни (4 раза) | Голы  | Сергей Молчанов (счёт 19:4) · Сергей Овсяник (счёт 19:10) · Александр Гамоскин (счёт 19:6, 19:12) |

| | Составы  | | |
| 1. Массимо Куттитта · 2. Джанкарло Пиветта · 3. Антонио Пьяцца · 4. Роберто Фаваро · 5. Джамбаттиста Крочи · 6. Роберто Саэтти · 7. Массимо Джованелли 69' · 8. Джанни Дзанон · 9. Иван Франческато · 10. Массимо Бономи · 11. Массимо Брунелло · 12. Стефано Барба · 13. Стефано Бордон · 14. Эдгардо Вентури · 15. Луиджи Трояни |          | 1. Игорь Хохлов 74' · 2. Роман Маликов 58' · 3. Сергей Молчанов · 4. Евгений Ганяхин · 5. Александр Стальмахович · 6. Игорь Мосяков · 7. Мурат Уанбаев · 8. Сергей Овсяник · 9. Игорь Французов · 10. Юрий Николаев 49' · 11. Игорь Куперман · 12. Александр Гамоскин · 13. Александр Дятлов · 14. Владислав Воропаев · 15. Нугзар Дзагнидзе | 1. Игорь Хохлов 74' · 2. Роман Маликов 58' · 3. Сергей Молчанов · 4. Евгений Ганяхин · 5. Александр Стальмахович · 6. Игорь Мосяков · 7. Мурат Уанбаев · 8. Сергей Овсяник · 9. Игорь Французов · 10. Юрий Николаев 49' · 11. Игорь Куперман · 12. Александр Гамоскин · 13. Александр Дятлов · 14. Владислав Воропаев · 15. Нугзар Дзагнидзе |
| 16. Густаво Милано 69' | Запасные | 16. Андрей Коваленко 49' · 17. Владимир Марченко 58' · 18. Сергей Борисов 74' | 16. Андрей Коваленко 49' · 17. Владимир Марченко 58' · 18. Сергей Борисов 74' |
| | Тренеры  | Пётр Этко | Пётр Этко |

## Комментарии
1. ↑  Приводятся данные по счёту 35:4 или 40:4[2]
2. ↑  По данным IRB и газеты «Советский спорт» — Эдгард Татурян[2].
3. ↑  После двух реализаций сделал счёт 28:12 и 34:12 соответственно[2]
4. ↑  После двух штрафных сделал счёт 3:0 и 22:12 соответственно[2]
5. ↑  По данным ESPN, Джанни Дзанон играл под номером 7, а Массимо Джованелли — под номером 8[12]